# Петров, Андрей Павлович (гребец)
Андре́й Па́влович Пе́тров (род. 29 марта 1971, Херсон) — украинский гребец-байдарочник, выступал за сборную Украины в середине 1990-х годов. Участник летних Олимпийских игр в Атланте, бронзовый призёр чемпионата мира, победитель многих регат национального и международного значения.

## Биография
Андрей Петров родился 29 марта 1971 года в городе Херсоне Украинской ССР.
Первого серьёзного успеха на взрослом международном уровне добился в 1994 году, когда попал в основной состав украинской национальной сборной и побывал на чемпионате мира в Мехико, откуда привёз награду бронзового достоинства, выигранную в зачёте четырёхместных байдарок совместно с Михаилом Сливинским, Юрием Кичаевым и Андреем Борзуковым на дистанции 200 метров — в финале их опередили только команды из России и Румынии.
Благодаря череде удачных выступлений Петров удостоился права защищать честь страны на летних Олимпийских играх 1996 года в Атланте. Стартовал в четырёхместном экипаже с Андреем Борзуковым, Алексеем Сливинским и Вячеславом Кулидой на дистанции 1000 метров, но сумел дойти лишь до стадии полуфиналов, где финишировал четвёртым. Вскоре по окончании этих соревнований принял решение завершить карьеру профессионального спортсмена, уступив место в сборной молодым украинским гребцам.